# Trinitat Aguilar i Clos
Trinitat Aguilar i Clos (Viladrau, 1902 - 1957) fou una professora, pianista, compositora i directora de cors destacada del municipi terrassenc.
Coneguda amb el diminutiu de Trini, nasqué a Viladrau el dia 25 de Maig del 1902 però poc temps després es traslladà a Terrassa per a estudiar piano amb el mestre Joan Cristóbal. A l'edat de 23 anys, es presentà a unes oposicions de professora de piano convocades per l'Escola Municipal de Música de Terrassa. Tot i el talent, no en sortí guanyadora però aquest fet l'animà a emprendre el seu projecte en solitari com a docent i professora de piano particular. Aconseguí un gran prestigi entre les famílies benestants de la ciutat ja que presentava els seus alumnes als exàmens de l'Acadèmia Ainaud de Barcelona. Aquest fet representà un confrontament de competència i configurà tres tipus de pianistes dins de la ciutat; els del del Conservatori de Música de Terrassa, l'Escola Municipal i els alumnes de la Trinitat Aguilar. Aquesta competència es mantingué fins abans i després de la guerra civil i només minvà durant el curt període de fer-se monja, l'any 1936.
Després de la guerra, havent renunciat a la idea de recloure's en un convent, donà curs a la seva necessitat i voluntat de fer música per a l'Església. Així, amb l'ajuda d'Eduard Blanxart, fou una de les primeres professores de música en reunir després de la guerra un grup de nens i nenes per a cantar la Salve tots els dissabtes al migdia a la parròquia del Sant Esperit. Es distingí, llavors, en la direcció de cors d'associacions pietoses i en la composició de música religiosa per a la capella de música de Sant Pere.
El seu nom figurà sovint en qualitat de pianista acompanyant en molts programes de concerts celebrats a Terrassa entre els anys 1930 i 1945.
Després de treballar tant per la música com per a l'Església, emmalaltí víctima d'un càncer de mama i traspassà el 8 de desembre de l'any 1957.